# سن فوست
سن فوست (به اسپانیایی: San Fausto de Campcentellas) یک منطقهٔ مسکونی در اسپانیا است که در والس اورینتال واقع شده‌است. سن فوست ۱۳٫۲ کیلومتر مربع مساحت دارد.